# Rejon ikrianinski
Rejon ikrianinski ros. Икрянинский район – rosyjska jednostka administracyjna na południowym zachodzie obwodu astrachańskiego.
Posiada status rejonu municypalnego. Centrum administracyjne stanowi sioło Ikrianoje. Powstał w 1925. Na czele stoi Aleksandr Blinkow. Ludność (2015) 48 084, gęstość zaludnienia 24,15 osób/km², powierzchnia 1990,67 km².
Skład narodowościowy: Rosjanie, Kazachowie, Tatarzy.
Kierunkowy numer telefoniczny +7 85144, kodowy samochodowy numer rejestracyjny 30.
Od 2015 w rejonie znajduje się 37 miejscowości, w tym 2 osiedla miejskie i 14 osiedli wiejskich:
Osiedla:
- Robotnicze osiedle Iljinka, centrum: osiedle typu miejskiego Iljinka;
- Robotnicze osiedle Krasnyje Barrikady, centrum: osiedle typu miejskiego Krasnyje Barrikady;
- Bachtiemirskij sielsowiet, centrum: sioło Bachtiemir;
- Wostocznyj sielsowiet, centrum: sioło Wostocznoje;
- Żytninskij sielsowiet, centrum: sioło Żytnoje;
- Ziuzinskij sielsowiet, centrum: sioło Ziuzino;
- Ikrianinskij sielsowiet, centrum: sioło Ikrianoje;
- Majaczynskij sielsowiet, centrum: sioło Majacznoje;
- Mumrinskij sielsowiet, centrum: sioło Mumra;
- Nowo-Bułgarinskij sielsowiet, centrum: sioło Nowo-Bułgary;
- Oziernowskij sielsowiet, centrum: sioło Oziornoje;
- Oranżeriejninskij sielsowiet, centrum: sioło Oranżerieji
- Siedlistinskij sielsowiet, centrum: sioło Siedlistoje;
- Sieło Trudfront, centrum: sioło Trudfront;
- Siergijewskij sielsowiet, centrum: sioło Siergijewka;
- Czułpanskij sielsowiet, centrum: sioło Czułpan.

Miejscowości:
- Ałgaza, sioło, Bachtiemirskij sielsowiet;
- Anatolija Zwieriewa, osiedle, Bachtiemirskij sielsowiet;
- Bakłanij, osiedle, Ziuzinskij sielsowiet;
- Bachtiemir, sioło, Bachtiemirskij sielsowiet;
- Biekietowka, sioło, Majaczynskij sielsowiet;
- Borkino, sioło, Ikrianinskij sielsowiet;
- Wachromiejewo, sioło, Siedlistinskij sielsowiet;
- Wostocznoje, sioło, Wostocznyj sielsowiet;
- Gawriłowskij, osiedle, Czułpanskij sielsowiet;
- Gusinoje, sioło, Oziernowskij sielsowiet;
- Dżamba, sioło, Wostocznyj sielsowiet;
- Żytnoje, sioło, Żytninskij sielsowiet;
- Ziuzino, sioło, Ziuzinskij sielsowiet;
- Ikrianoje, sioło, Ikrianinskij sielsowiet;
- Iljinka, osiedle typu miejskiego, Robotnicze osiedle Iljinka;
- Karabułak, osiedle, Oziernowskij sielsowiet;
- Krasa, sioło, Żytninskij sielsowiet;
- Krasnyje Barrikady, osiedle typu miejskiego, Robotnicze osiedle Krasnyje Barrikady;
- Majacznoje, sioło, Majaczynskij sielsowiet;
- Mumra, sioło, Mumrinskij sielsowiet;
- Ninowka, sioło, Oranżeriejninskij sielsowiet;
- Nowo-Bułgary, sioło, Nowo-Bułgarinskij sielsowiet;
- Oziornoje, sioło, Oziernowskij sielsowiet;
- Oranżerieji, sioło, Oranżeriejninskij sielsowiet;
- Pietrowskij, osiedle, Siedlistinskij sielsowiet;
- Swietłoje, sioło, Oranżeriejninskij sielsowiet;
- Siedlistoje, sioło, Siedlistinskij sielsowiet;
- Siergijewka, sioło, Siergijewskij sielsowiet;
- Siergino, sioło, Oziernowskij sielsowiet;
- Staro-Wołżskij, osiedle, Żytninskij sielsowiet;
- Towarnyj, osiedle, Mumrinskij sielsowiet;
- Trockij, osiedle, Siergijewskij sielsowiet;
- Trudfront, sioło, Sieło Trudfront;
- Fiodorowka, sioło, Oranżeriejninskij sielsowiet;
- Chmielewoj, osiedle, Oranżeriejninskij sielsowietт;
- Czułpan, sioło, Czułpanskij sielsowiet;
- Jamnoje, sioło, Majaczynskij sielsowiet.